# Объединённая партия национальной независимости
Объединённая партия национальной независимости (англ. United National Independence Party, UNIP; ЮНИП) — замбийская политическая партия левого толка, которая была правительственной и единственной легальной политической партией в Замбии с 1973 до 1991 года по времена президентства Кеннета Каунды.

## История

### Антиколониальное движение
Партия была учреждена в октябре 1959 года на базе запрещённого британскими колониальными властями Африканского национального конгресса Замбии (радикальный откол 1958 года от Африканского национального конгресса Северной Родезии). Её основателем и формальным лидером был Маинза Чона, но с января 1960 года, после освобождения из заключения основателя АНКЗ Кеннета Каунды, последний был её бессменным руководителем более чем 30 лет.
Возглавляла антиколониальную борьбу в стране. На парламентских выборах в Северной Родезии 1962 года (проводившихся с высоким избирательным цензом партия получила 14 мест, став второй по величине партией после Объединенной федеральной партии (ОФП) Роя Веленского — консервативной силы под контролем белого меньшинства. Хотя лидер АНКСР Гарри Нкумбула заключил тайное соглашение с ОФП, в итоге он образовал правительственную коалицию с ЮНИП.

### Во главе Замбии
После убедительной победы на выборах 1964 года, когда партия получила 55 из 75 мест в парламенте, Каунда возглавил правительство Северной Родезии, приведя страну к независимости 24 октября того же года. После этого Кеннет Каунда стал президентом. По результатам выборов 1968 года Каунда был переизбран на пост главы государства, а партия получила 82 % голосов (81 место из 105 в Национальной ассамблее). К середине 1960-х годов единственным серьёзным политическим соперником ЮНИП оставался АНКСР, опиравшийся на традиционную знать лози (в Баротселенде — Западной провинции) и крестьян тонга (Южная провинция).
В то время партия провозглашала идеи социализма в виде «замбийского гуманизма», политико-философская и социально-экономическая концепция которой излагалась в манифесте «Гуманизм в Замбии и руководство по его осуществлению», разработанного под началом президента Каунды и одобренного Национальным советом ЮНИП (первая часть вышла в 1967 году, вторая — в 1974 году). Концепция «замбийского гуманизма» провозглашалась вариантом африканского демократического социализма. Сам Каунда определял свою теорию как «сочетание капитализма XIX века с коммунизмом».
Манифест ЮНИП выступал против классового неравенства и капиталистических форм эксплуатации, предлагая взамен государственное регулирование экономики, хотя и при сохранении института частной собственности на средства производства и «поощрения африканского частного предпринимательства». Устав ЮНИП 1978 года провозглашал главной задачей партии «осуществление победоносного перехода от капитализма к гуманизму через социализм»; последний рассматривался как «средство искоренения империализма, колониализма, неоколониализма, фашизма и расизма, с одной стороны, и нищеты, голода, неграмотности, болезней, преступности и эксплуатации человека человеком — с другой».
Впрочем, ЮНИП не была лишена и внутренних трений. Когда в 1970 году правительство осуществило частичную национализацию ключевой в экономике страны медной промышленности посредством выкупа 51 % акций компаний, вице-президент Замбии и заместитель председателя правящей партии Саймон Капвепве (друг детства Каунды) выступил за полную их экспроприацию. В ответ Каунда распустил ЦК ЮНИП и провёл на конференции ЮНИП 1971 года устав, упразднивший партийный пост своего заместителя. В августе 1971 года покинувший ЮНИП Капвепве создал оппозиционную Объединённую прогрессивную партию (ЮПП), опираясь на выходцев из народа бемба и «медного пояса». Однако уже в феврале 1972 года ЮПП была обвинена в трайбализме и запрещена.
К началу 1973 года в стране была введена «система однопартийной партисипативной демократии», где ЮНИП отводилась роль правительственной и единственной легальной партии, хотя на парламентских выборах от неё выдвигались по несколько соревнующихся кандидатов. Национальную политику формировал Центральный комитет ЮНИП, президент страны избирался на общем съезде партии. Вторым по значимости должностным лицом в государстве был генеральный секретарь ЮНИП. На президентских выборах проходило голосование за или против единственного кандидата Каунды, набиравшего 89 %, 81 % и 95 % на выборах 1973, 1978 и 1983 годов соответственно, хотя на выборах 1978 года впервые в истории независимой Замбии пост президента страны пытались оспаривать ещё 3 кандидата, кроме Каунды (2 члена ЮНИП и 1 беспартийный).

### Упадок при многопартийности
В конце 1990 года было восстановлено многопартийную систему, а на выборах 1991 года победу одержал лидер широкой оппозиционной партии левоцентристского толка Движение за многопартийную демократию — лидер замбийских профсоюзов Фредерик Чилуба. Каунда получил лишь 24 % голосов. На парламентских выборах ЮНИП получила 25 мест, а оппозиционное движение — 125.
После внесения изменений в Конституцию, которые, среди прочего, запрещали Каунде баллотироваться в президенты, в 1996 году Объединённая национальная независимая партия бойкотировала выборы. Партия вернулась в электоральный процесс в 2001 году, когда её кандидат в президенты Тилиенджи Каунда получил 10 % голосов (4-е место из 11 кандидатов). На парламентских выборах партия получила 13 мест в Национальной ассамблее. Перед выборами 2006 года ОННП вошла в Объединённый демократический альянс наряду с ещё двумя крупнейшими оппозиционными партиями. Лидер Объединённой партии национального развития Хакаинде Хичилема, кандидат в президенты от Альянса, финишировал третьим. Альянс получил 26 мест в Национальной ассамблее, хотя на предыдущих выборах у трёх партий было 74 избранных депутата.
ЮНИП не участвовала в выборах 2008 года, но её кандидат Тильенджи Каунда участвовал в следующей президентской гонке 2011 года. Тогда он набрал менее 1 % голосов избирателей, заняв 6-е место из 11 кандидатов. Партия также не завоевала ни одного места в парламенте, получив лишь 0,7 % голосов. В 2015 году Каунда также не смог набрать более 1 % голосов.